# Кийт Бейкър
За барабаниста със същите имена вижте Кийт Бейкър (барабанист).
Кийт Бейкър (на английски: Keith Baker) е независим автор и гейм дизайнер на произведения, посветени на Dungeons and Dragons. Известен е със своя игрови свят Ибърън (на английски: Eberron), спечелил Търсенето на Фентъзи Сетинг на Wizards of the Coast през 2002. Освен за Wizards of the Coast, Кийт работи за Atlas Games, Goodman Games и Green Ronin Games. Бейкър е от малък запален по ролевите игри, особено по Dungeons and Dragons. Дори има татуировка на Greater Mark of Healing на неговата дясна ръка. Впоследствие той решава да превърне хобито в кариера. Днес той живее със своята съпруга Елен в Боулдър, Колорадо.
1994 – 2002 е периодът, в който Бейкър взима участие в компютърната гейм индустрия. Първоначално той работи за Magnet Interactive Studios, във Вашингтон. По време на своя престой в Magnet, за кратък период от време Кийт е главен дизайнер на игра, наречена BLUESTAR (място преди заето от хора като Кен Ролстън и Зеб Кук). Въпреки това, единствения труд, видял бял свят, е недовършен проект за аркадната игра Icebreaker. През 1996 преустановява своята работа в Колорадо за компанията VR1. Започва като главен дизайнер на VR1 Crossroads – текстово базирана онлайн ролева игра. Когато VR1 решават да приключат с проектирането на текстови игри, новата работна задача на Кийт е посветена на графична масова мутлиплеър онлайн ролева игра. Проектът бива публикуван под името Lost Continents. В началото на 2002 Кийт изостава разработването на компютърни ролеви игри и се насочва към литературните произведения.
Бейкър е написал Dreaming Dark трилогията романи, чието действие се развива в Ебърон:
- The City of Towers
- The Shattered Land
- The Gates of Night

Също така е участвал в написването на истории по антологията Tales of the Last War и Dungeons and Dragons антологията Dragons: Worlds Afire. Наред с това и художествения разказ Shadows of Stormreach, публикуван периодично на официалния сайт на Dungeons and Dragons.
Бейкър е автор и на един комикс, който се развива в Ебърон:
- Eberron: Eye of the Wolf (Художник: Крис Лие, юни 2006)